# Округ Чилдрес (Тексас)
Округ Чилдрес (енгл. Childress County) је округ у америчкој савезној држави Тексас. По попису из 2010. године број становника је 7.041.

## Демографија
Према попису становништва из 2010. у округу је живело 7.041 становника, што је 647 (8,4%) становника мање него 2000. године.
| Група             | 2000.         | 2010.         |
| Белци             | 4.923 (64,0%) | 4.327 (61,5%) |
| Афроамериканци    | 1.083 (14,1%) | 698 (9,9%)    |
| Азијати           | 23 (0,3%)     | 50 (0,7%)     |
| Хиспаноамериканци | 1.574 (20,5%) | 1.885 (26,8%) |
| Укупно            | 7.688         | 7.041         |